# ユニリーバ・ジャパン
ユニリーバ・ジャパン株式会社（英: Unilever Japan K.K.）は、イギリスに本拠を置く洗剤・ヘアケア・食品・トイレタリー用品メーカー・ユニリーバの日本法人、旧・豊年リーバ、日本リーバ。

## 概要
1964年に会長杉山金太郎、社長杉山元太郎の下豊年製油との合弁で設立された。髪や肌の手入れなどの身繕いに関する商品を中心に、台所用クレンザー等の住居用洗剤、も展開している。かつては紅茶商品「Lipton（リプトン）」も展開していた。
特に身繕いに関する商品で高いマーケットシェアを持っており、とりわけ「Lux（ラックス）」、「Dove（ダヴ）」「mod's hair（モッズ・ヘア）」などのブランドを持つシャンプー部門では1998年以来日本国内でトップを誇っている。
2006年（平成18年）には各社がヘアケア事業の強化に乗り出し競争激化と報道されたが、ヘアケアでの年間トップシェアを維持した。また、住居用洗剤の「ジフ」「ドメスト（Domestos）」も長年トップシェアのブランドである。さらに、2007年（平成19年）には男性用の香水「AXE（アックス）」の販売を開始した。
花王、ライオン、P&G、資生堂などが主な競合メーカーとなる。

## 略歴
- 1964年（昭和39年）3月 - ユニリーバと豊年製油株式会社（後のホーネンコーポレーション、現・J-オイルミルズ）の合弁で、（初代）豊年リーバ株式会社を設立[2]。
- 1966年（昭和41年）
  - 1月 - 「ブラック&ホワイトピックラード」を発売。初の製品となる。
  - 9月 - マーガリンの「ラーマ」を販売開始[3]。"奥様インタビュー"のCMで一世を風靡した[4]
- 1972年（昭和47年）3月 - 「ラックス」の輸入販売開始。当初は固形の化粧石鹸のみ。
- 1974年（昭和49年）3月 - 固形石鹸「ラックス」を輸入から日本国内での製造に切替。
- 1976年（昭和51年）4月 - シャンプー・リンスの「サンシルク」を発売開始、ヘアケア製品分野への進出。
- 1977年（昭和52年）3月 - 社名を豊年リーバ株式会社から日本リーバ・インダストリーズ株式会社へと変更し、ユニリーバの子会社となる。
- 1980年（昭和55年）4月 - クリームクレンザーの「ジフ」を発売開始、ホームケア製品分野への進出。
- 1982年（昭和57年）2月 - 社名を日本リーバ・インダストリーズ株式会社から日本リーバ株式会社へと変更。
- 1984年（昭和59年）9月 - 金色の長い髪の女性が、草原で洗髪するテレビCMで、ブランドを確立したシャンプー・コンディショナーの「ティモテ」を発売開始。当時としては異例の、フリーペーパーと一緒に各家庭に試供品を配布するという、サンプルのポスティングを行い、一時期はマーケットシェア20%[5] を確保。
- 1991年（平成3年） - 味の素から家庭用マーガリン「マリーナ」の商標権を譲受[6]。
- 1993年（平成5年）11月 - リプトンジャパン株式会社の本社を神戸から東京・渋谷に移転。

1994年から2005年まで使用されていた日本リーバ時代のシンボルマークとロゴ

- 1994年（平成6年） - シンボルマークを、日本リーバの頭文字である"NL"を流線型にシンボライズ化し、下に斜体で「NIPPON LEVER」を付記したものに変更[注 2]。
- 1995年（平成7年） - 清水工場の油脂精製部門をホーネンコーポレーションに譲渡[7]。
- 1996年（平成8年） - ユニリーバがヘレンカーチス社を買収。これに伴い、ヘレンカーチスジャパンの製品を日本リーバに移管[注 3]。日用雑貨分野で欧米型オープン価格制を導入[8]。
- 2000年（平成12年）
  - 7月1日 - 「ブルックボンド紅茶」の日本国内での販売権をリプトンジャパン株式会社に統合し、社名をビー・ビー・エルジャパン株式会社に変更[9][10]。日本紅茶が「エム・シー・ビバレッジ」に社名変更して紅茶事業から撤退[10]
  - ホーネンコーポレーションの合弁で、業務用加工油脂や製菓・製パン用などの食材事業を行う（2代目）豊年リーバ株式会社を設立[11][12]。家庭用の紅茶両ブランドとマーガリン製品の販売をビー・ビー・エルジャパン株式会社から当社へ移管[13]。
- 2002年（平成17年）
  - 4月30日 - 本社を東京・目黒区に移転[14]。
  - 食品で欧米型オープン価格制を導入[8]。
- 2005年（平成17年）6月1日 - 日本リーバ株式会社からユニリーバ・ジャパン株式会社に、ビー・ビー・エルジャパン株式会社をユニリーバ・ジャパン・ビバレッジ株式会社にそれぞれ社名変更し、同時にロゴもユニリーバ本社同様に、事業やブランド、価値観を表した25個の小さなアイコンを組み合わせて頭文字である"U"の字をシンボライズ化したものに変更[15]。
- 2006年（平成18年）
  - 6月 - 社名変更から1年を経た事を機に、テレビ番組のスポンサークレジットをカタカナ表記（ユニリーバ）だったものをロゴマークを外したローマ字表記（Unilever）に変更。
  - 12月 - 柔軟剤「ファーファ」をニッサン石鹸株式会社（現在のNSファーファ・ジャパン株式会社）へ事業譲渡。
- 2007年（平成19年）
  - 3月5日 - スプレータイプのフレグランス「アックス フレグランス ボディスプレー」を発売し、男性化粧品ブランド「アックス」の日本での展開を開始。
  - 3月31日 - （2代目）豊年リーバ株式会社を株式会社J‐オイルミルズへ譲渡[16]。
  - 7月1日 - 「ラーマ」ブランドを含む家庭用マーガリン事業を株式会社J‐オイルミルズへ譲渡[17]。
- 2009年（平成21年）10月1日 - 会社組織を変更して持株会社制に移行し、当社はユニリーバ・ジャパン・ホールディングス株式会社(以下、UJHD社）の製造及び品質管理・品質保証を担う機能子会社となり、ユニリーバ・ジャパン・ビバレッジ株式会社もUJHD社の傘下となる。併せて、UJHD社の機能子会社で、マーケティング・営業・受注管理・カスタマーサービスを担うユニリーバ・ジャパン・カスタマーマーケティング株式会社を設立[18]。
- 2010年（平成22年）10月1日 - 紅茶バルク製品を除く「リプトン」ブランドの紅茶製品の販売を、以前からユニリーバとの間で締結している商標使用許諾契約に基づき、同ブランドのチルド紅茶飲料等の販売を行っている森永乳業株式会社を販売総代理店として同社の販売網で販売する営業体制へ移行[19][20]。
- 2012年（平成24年）4月14日 - 2000年からユニリーバグループの一員となっているアメリカ発のプレミアムアイスクリームブランド「ベン&ジェリーズ」の旗艦店を表参道ヒルズにオープンし、日本での展開を開始。
- 2014年（平成26年）4月4日 - ヘアケアブランド「クリア」の日本での発売を開始。
- 2019年（平成31年/令和元年）7月 - 宮崎県新富町と地域包括連携協定を締結。
- 2020年（令和2年）12月4日 - 地域包括連携協定を結んでいる新富町をホームタウンとする、テゲバジャーロ宮崎のホームスタジアムの命名権を取得。

## 商品一覧

### ヘアケア・スキンケア
- ラックス（Lux） - ラインナップの詳細はラックス (ビューティケア)を参照。
- ダヴ（Dove）
  - ボディウォッシュ - 2016年9月に全種類をリニューアル。ラインナップは、プレミアムモイスチャーケア、センシティブマイルド（2012年9月発売、無着色・パラベンフリータイプ）、「リッチケア」シリーズ3種（シアバター&バニラ、アーモンド&ハイビスカス（2015年9月発売）、リッチケア ココナッツミルク&ジャスミン）、「go fresh」シリーズ3種（ハーモニー（2012年2月発売）、スプラッシュ（2015年2月発売）、リバランス（2011年2月発売））の計8種類。
  - 泡ボディウォッシュ - 2015年9月に「エアリーモイスチャー」を発売。2016年9月に「プレミアムモイスチャーケア」を追加発売し、2種類となる。
  - モイスチャーミルククレンジング - 2015年9月改良
  - オイル泡クレンジング - 2008年8月発売。2009年3月につめかえ用を追加発売。2015年9月改良
  - 3in1 メイクも落とせる泡洗顔料 - 2013年2月発売。2015年9月改良
  - モイスチャーケア オイルクレンジング - 2015年9月発売
  - ふきとり水クレンジング - 2016年9月発売
  - 洗顔料 - 2015年9月に既存の「ビューティーモイスチャー」・「ディープピュア」・「センシティブマイルド（2013年9月発売）」・「フレッシュ（2009年3月発売）」をリニューアルし、「クリアリニュー」を追加して5種類となる。
  - クリーミー泡洗顔料 - 2007年3月に「クリーミー泡洗顔」として発売。2015年9月に「ビューティーモイスチャー」をリニューアルし、「ディープピュア」と「クリアリニュー」を追加して3種類となる。
  - モイスチャーケア - 2016年7月に従来の「ベーシックヘア モイスチャーケア」を全面改良。シャンプー、コンディショナーに加え、トリートメントと洗い流さないトリートメントクリームもラインナップされた。
  - ダメージケア - 2016年7月に従来の「アドバンスヘア モイスチャー+オイル リッチモイスチャー」を全面改良。シャンプー、コンディショナーの他に、トリートメントと洗い流さないトリートメントオイルもラインナップする。
  - ボリュームケア - 2016年7月に従来の「アドバンスヘア モイスチャー+オキシジェン エアリーモイスチャー」を全面改良。トリートメント類を廃止し、シャンプーとコンディショナーのみに集約した。
  - うねりケア - 2016年7月に従来の「ベーシックヘア モイスチャーリペア」を全面改良。
  - ビューティークリームバー - 固形洗浄料。2015年9月にパッケージリニューアルを行い、無着色・パラベンフリータイプの「センシティブマイルド」を追加して2種類となった。
  - 泡ハンドケアウォッシュ【医薬部外品】 - 2015年9月発売。「薬用ハンドケアウォッシュ」のリニューアル品。2023年6月に生産終了となった。
  - MEN+CARE - 2010年8月発売。男性向け洗顔料。泡タイプの「クリーンコンフォート泡洗顔」と「エクストラフレッシュ洗顔」の2種類。発売当初ラインナップされていた「ディープクリーン洗顔」は現在製造を終了している。
- クリア（CLEAR） - 2014年4月発売。
  - シャンプー
  - コンディショナー
  - 高浸透トリートメント
  - 美容浸透スカルプ&ヘアマスク
  - スカルプ&ヘア スパークリングエステ【医薬部外品】
  - ピュアスカルプエキスパート シャンプー - 2016年3月発売
  - ピュアスカルプエキスパート コンディショナー - 2016年3月発売
  - フォーメン シャンプー
  - フォーメン エクストラケアコンディショナー
  - フォーメン 薬用スカルプ&ヘアスパークリングトニック【医薬部外品】
  - フォーメン クリーンスカルプエキスパートシャンプー【医薬部外品】 - 2016年9月発売
  - フォーメン クリーンスカルプエキスパートコンディショナー - 2016年9月発売
- モッズ・ヘア（mod's hair）
  - ホットケア - 2011年3月発売。シャンプー、コンディショナー、集中補修トリートメント、集中補修エッセンスの4種展開。発売当初ラインナップされていた集中エステパックと集中エステオイルは現在製造を終了している。
  - アクアクリア - 2011年3月発売。リセットシャンプーと集中保湿コンディショナーの2種展開。発売当初ラインナップされていた集中保湿トリートメントは現在製造を終了している。
  - インナーグラマーワックス
  - グラマラスメイク
  - ホットグラマー 泡ウォーター - 2011年3月発売。
- ポンズ（POND'S）
  - エイジビューティー
  - ブラッククリーン
  - ポアホワイト
  - クレンジングオイル
  - コールドクリーム
    - ふきとるコールドクリーム
    - 洗い流すコールドクリーム

  - クリアフェイス
  - ダブルホワイト【医薬部外品】 - 朝と夜のダブル美白システム。ローション・ミルク・エッセンスそれぞれに朝用・夜用を取り揃えている。
- ヴァセリン(Vaseline)
  - オリジナル ピュアスキンジェリー
  - ペトロリューム ジェリー リップ
  - ボディローション

### デオドラント・男性化粧品
- レセナ（Rexena） - 日本以外ではRexonaとして販売。
  - ドライシールド パウダースプレー
  - ドライシールド パウダースティック
  - ベーシックシリーズ（パウダースプレー）
- アックス（AXE） - ラインナップの詳細はAxeを参照。

### 日用掃除用品（ホームケア）
- ジフ（海外名：Cif（シフ）、Jif） - 過去に「ジフ酸素ジェル」の他、シートタイプの「ジフクロス」、スプレータイプの「ジフスプレー」を発売したことがあった。
  - クリームクレンザー ジフ
  - クリームクレンザー ジフレモン
  - クリームクレンザー ジフ バスクリーナー - 過去に缶スプレータイプや液体タイプを発売したことがあった。旧商品名は「バスジフ」「ジフお風呂の洗剤」だった。
  - ジフ除菌クリーナー - 2016年9月発売。キッチン・リビング用ウエットシート。イタリアで製造し、主にヨーロッパで発売されている「Cif POWER & SHINE」を現地仕様のままで輸入販売されている。
- ドメスト（Domestos） - 過去に通常の1.5倍サイズや、「キッチンドメスト」「カビドメスト」「ドメストスプレー」「ホワイトドメスト」を発売したことがあった。
  - ドメスト ホワイト&クリーン - 2016年9月発売。白のボトルのキッチン用で、日本での「ドメスト」ブランドとしては久しぶりの新製品並びにシリーズ品である。容量は500ml。
  - ドメスト パイププロ - 2017年9月発売。赤のボトルの排水溝用。容量は通常の400mlと取っ手がついている大容量の800mlの2通りで販売されている。

### 販売終了品
- サンシルク
- エリーダオーガニック
- サロンセレクティブ - 元はヘレンカーチス社の製品。
- ティモテ
- ビタシャワー
- ペアーズ
- サーフ - 当初は「サーフII」。一時期特大サイズを発売したこともある。「パワーサーフ」とも。通常の1.2Kgと紙パックの1.0Kgの2通りで発売していた。
- ABCポテト
- ブルックボンド（英語版）（紅茶）
- ベン&ジェリーズ（アイスクリーム）

### 日本では別会社が展開している商品
以前は扱い、現在は別会社が事業を展開しているブランドを含む。
- ファーファ - 熊のキャラクターで知られる柔軟剤。現在はNSファーファ・ジャパン（旧・ニッサン石鹸）に事業を譲渡。これによって日本国内では衣類用洗剤事業は全面撤退したことになる。そのため、当社を化粧品会社として見る向きが大きくなっている。
- ラーマ (マーガリン)  - 基幹商品の「ラーマソフト」が有名なマーガリンのブランド。2007年7月1日にJ-オイルミルズへ譲渡[17]。これによって日本国内では食品事業部門は紅茶飲料と委託生産商品を除き実質撤退したとされる。J-オイルミルズは日清オイリオとも事業提携、低脂肪・低カロリー食用油「ヘルシーリセッタ」を使用したマーガリンも生産。
- クノールカップスープ - アメリカ発祥の即席スープシリーズのブランド。日本では全額出資のクノール食品が委託生産したものを味の素がライセンス販売。
- マイユ - フランス発祥のマスタード・ビネガー（食酢）・酢漬け野菜のブランド。日本ではエスビー食品がライセンス販売。
- 森永乳業が1979年から2010年迄販売していた「エスキモー」ブランドのアイスクリームは、ユニリーバ社と提携して生まれたブランドである。商品の中には「ビエネッタ」のように日本以外の国ではユニリーバ社が販売しているものもある。世界的にはアイスクリーム・氷菓分野ではユニリーバ社はかなりのシェアを持っている。
- リプトン（紅茶） - 世界最大紅茶ブランドで、ティーバッグなどの茶葉製品や紅茶飲料を展開[21]。

紙パック・チルド飲料は森永乳業、缶・ペットボトル飲料はサントリー食品インターナショナル（販売はサントリーフーズ）がライセンス生産している。ユニリーバの紅茶事業がエカテラ（現・リプトン・ティーアンドインフュージョン）として分社化されたのにともないユニリーバ・ジャパンの紅茶事業も2021年10月にエカテラ・ジャパン・サービス株式会社（現・リプトン・ティーアンドインフュージョン・ジャパン・サービス株式会社）として分社化された。その後エカテラは2022年にCVC キャピタル・パートナーズに売却された。

## 宣伝活動
1994年から2001年（平成13年）まではテレビコマーシャルの最後にサウンドロゴとともに会社のロゴマークを表示していたが、同年途中からそれを廃止し、CMには商品のみを宣伝し、日本リーバの表示、サウンドロゴはしなくなった。しかし、社名変更に伴いCMの冒頭（最初に商品名を出すCMは最後）に再びCI（コーポレートアイデンティティ）を導入している。これを機会に、サウンドロゴは30秒バージョンのみ公表という形で復帰。2008年からサウンドロゴを一部変更している。
「ドメスト」や「ジフ」においてもTVCMを放映した関係上、野田圭一や富田耕生がナレーションも務めたりもしている。「ドメスト」のCMではカビの親分とそのカビの子分が登場しているケースも少ない。担当声優は郷里大輔がカビの親分、龍田直樹がカビの子分である。2010年1月に郷里が急死されたことを受け、大友龍三郎がカビの親分役を演じることになっている。
同じく外資系家庭用品メーカーのP&G同様、外国の有名タレントの起用が多かったが、鈴木蘭々やhitomi、宮崎あおいなど、日本の有名タレントの起用が増えている。

### 歴代キャッチコピー
- 暮らしの声を品質に（ - 1994年9月）
- YOUR BEST PARTNERを目指す（1994年10月 - 2005年5月） - 但し、企業ロゴの下の部分は「YOUR BEST PARTNER」のみとなっている。
- あなたにあふれる輝きを（2005年6月 - 2009年9月）
- 暮らしに生き生きとあふれる輝きを（2009年10月 - 現在）

## 提供番組

### 現在
2024年4月時点は固定の提供番組を持たず、スポットCMか不定期提供枠、日替わり提供枠となる。

### 過去
日本テレビ系列
- デジタル所さん
- ダウンタウンDX（読売テレビ制作）- 撤退後も稀にPT扱いで提供する場合あり。
- 名探偵コナン（読売テレビ制作） - PT扱い
- どちら様も!!笑ってヨロシク
- 大相似形テレビ
- ぐるっと日本グルメ旅
- なんだろう!?大情報!（土曜時代）
- スーパースペシャル（19時台）
- 月曜10時ドラマ（よみうりテレビ制作、2002年10月 - 2004年3月）[注 4]
- キスだけじゃイヤッ!（読売テレビ制作）
- 芸恋リアル（読売テレビ制作）
- 恋のから騒ぎ
- おネエ★MANS
- 魔女たちの22時
- スター☆ドラフト会議
- ぐるナイ（2011年4月 - 2013年9月）
- ザ!世界仰天ニュース（2011年10月 - 2017年9月）
- 今夜くらべてみました（2017年10月 - 2022年3月）
- 有吉ゼミ - 後半ナショナルスポンサー。同業者のライオン、小林製薬もスポンサー。

テレビ朝日系列
- 最終警告!たけしの本当は怖い家庭の医学（ABC制作）
- 大改造!!劇的ビフォーアフター（ABC制作）
- 関ジャニの仕分け∞
- もしものシミュレーションバラエティー お試しかっ!
- ロンドンハーツ→金曜★ロンドンハーツ（ - 2019年3月） - 60秒、カラー表示。
- あたしンち - PT扱い
- クレヨンしんちゃん（金曜時代） - PT扱い
- おジャ魔女どれみシリーズ→ 明日のナージャ→プリキュアシリーズ （ABC制作） - PT扱い
- 金曜ナイトドラマ（2019年4月 - ） - PT扱い、『金曜★ロンドンハーツ』から提供枠移動。

TBS系列
- 金曜テレビの星!
- ジャングルTV 〜タモリの法則〜（MBS制作）
- タモリのグッジョブ!胸張ってこの仕事（MBS制作）
- 世界バリバリ★バリュー（MBS制作）
- ここがヘンだよ日本人
- 爆笑問題のバク天!
- ズバリ言うわよ!
- TBS木曜夜10時枠の連続ドラマ（ - 2008年3月） - 『リンカーン』へ提供枠移動
- バリキン7 賢者の戦略
- 学校へ行こう!→学校へ行こう!MAX
- ウンナン極限ネタバトル! ザ・イロモネア 笑わせたら100万円（2008年10月 - 2009年3月）
- ガチンコ!
- 黄金筋肉
- ズバリ言うわよ!
- 大御所ジャパン
- バラエティーニュース キミハ・ブレイク
- オレたち!クイズMAN
- 月曜ドラマスペシャル→月曜ミステリー劇場→月曜ゴールデン
- お茶の水ハカセ
- ぴったんこカン・カン
- 解禁!(秘)ストーリー 〜知られざる真実〜
- 爆問パニックフェイス!→爆問パワフルフェイス!
- クイズ☆タレント名鑑
- ブラマヨ衝撃ファイル 世界のコワ〜イ女たち
- 火曜曲!
- 水曜プレミアシネマ→水曜プレミア
- ひみつの嵐ちゃん!（2009年4月 - 2013年3月）
- リンカーン（2008年4月 - 2013年9月）
- 爆報!THEフライデー
- もてもてナインティナイン
- 100秒博士アカデミー
- 「それってどんなヒト?」捜査バラエティ Gメン99
- 内村とザワつく夜
- 水曜日のダウンタウン
- THE TIME,（隔日提供）
- マツコの知らない世界
- ニンゲン観察バラエティ モニタリング
- 櫻井・有吉 THE夜会

テレビ東京系列
- 木曜洋画劇場
- YOUは何しに日本へ?
- オレカバトル&ドラゴンコレクション
- 超かわいい映像連発!どうぶつピース!![注 5]

フジテレビ系列
- 火曜ワイドスペシャル
- めざましテレビ（隔日）
- 森田一義アワー 笑っていいとも!（隔日）
- FNNスーパータイム→FNNニュース555 ザ・ヒューマン→FNNスーパーニュース（隔日）
- ザ・ドラマチックナイト→男と女のミステリー
- ゴールデン洋画劇場
- 料理の鉄人
- ネプリーグ
- 脳内エステ IQサプリ
- VivaVivaV6
- HEY!HEY!HEY! MUSIC CHAMP
- クイズ!ヘキサゴンII
- あいのり
- はねるのトびら
- ザ・ベストハウス123
- 爆笑レッドカーペット
- 5LDK
- めちゃ×2イケてるッ!
- VS嵐
- 痛快TV スカッとジャパン
- 世界の何だコレ!?ミステリー
- 突然ですが占ってもいいですか? [注 6]（2021年4月 - 2022年3月）
- 新しいカギ
- ウワサのお客さま
- 人志松本の酒のツマミになる話
- ホンマでっか!?TV - 同業者のライオンもスポンサー。
- TOKIOカケル - PT扱い
- 木曜劇場[注 7]（2022年4月 - ）